# Politik (Aristoteles)

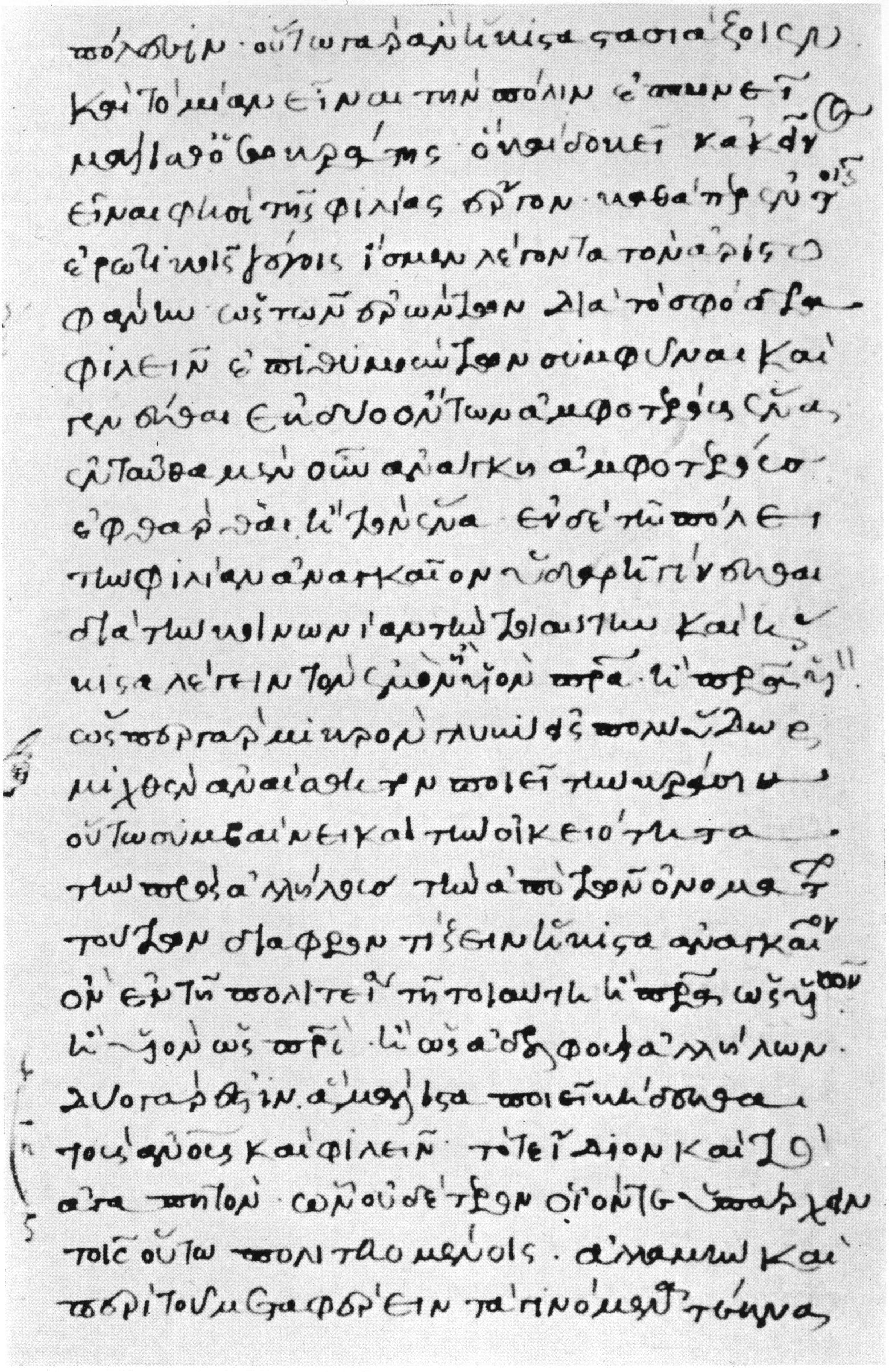
Politik, Buch 2,1262b (OCT-Zeilen 8 πόλεσιν – 25 γινόμενα τέκνα) in der von Theodoros Gazes geschriebenen Handschrift Udine, Biblioteca Arcivescovile, 258, fol. 24r (Mitte des 15. Jahrhunderts)

Die Politik (altgriechisch Πολιτικά Politiká „die politischen Dinge“) ist die wichtigste staatsphilosophische Schrift des Aristoteles. Das in acht Bücher aufgeteilte Werk behandelt hauptsächlich verschiedene real existierende und abstrakte Verfassungen.
In diesem Werk stellt Aristoteles vier Thesen auf, die „jahrhundertelang widerspruchslos anerkannt“ wurden. Sie lauten:
1. der Mensch ist ein Zoon politikon – ein soziales, auf Gemeinschaft angelegtes und Gemeinschaft bildendes Lebewesen
2. die Polis ist die vollkommene Gemeinschaft
3. die Polis ist natürlich
4. die Polis „ist von Natur aus früher als das Haus und die Individuen.“[3][4]

## Inhalt

### Inhaltsübersicht
| Buch     | Inhalt (Hinweis) |
| -------- | --- |
| I        | Staatsentstehung, Anthropologie (Grundlagen des politischen Aristotelismus), Ökonomie.                                                        |
| II       | Kritik bekannter Verfassungen, insbesondere der Politeia Platons.                                                                             |
| III      | Politische Grundbegriffe: Bürger, Verfassung; (6–8) sogenannte erste Staatsformenlehre, (14–17) Monarchie.                                    |
| IV       | Verfassungen: (4, 6) Demokratie (inkl. Typologie der Demokratie), (5, 7–6) Oligarchie, (7) Aristokratie, (8–9, 11–12) Politie, (10) Tyrannis. |
| V        | Verfassungswandel und -erhalt; (10–12) Tyrannis.                                                                                              |
| VI       | Verfassungen: (4–5) Demokratie, (6–8): Oligarchie.                                                                                            |
| VII–VIII | Der beste Staat und die Erziehung seiner Bürger.                                                                                              |

### Der Mensch alszoon politikon
Aristoteles bezeichnet darin den Menschen als zoon politikon (ζῷον πολιτικόν, „gesellschaftliches Wesen“, in Politika I, 2 und III, 6). Dieser Begriff ist zu einem Grundbegriff der abendländischen Anthropologie geworden. Die Grundbestimmung des Menschen ist das Zusammenleben mit anderen. Nur so verwirklicht er seine Natur, die ihn im Gegensatz zu den Tieren mit Sprache und Vernunft ausgestattet hat und damit mit der Möglichkeit, sich Vorstellungen von Recht und Unrecht zu machen und mit anderen auszutauschen. Wer von Natur, also nicht aufgrund von Verbannung oder Schicksal, außerhalb des Staats lebt, der ist, so Aristoteles, „entweder ein Tier oder aber ein Gott“,.

### Der teleologische Naturbegriff
Aristoteles glaubt wie Platon, dass Ordnung nicht durch Zufall entsteht. Ebenso entsteht sie nicht durch eine göttliche Intelligenz. Die Natur ist nach einem in sich stimmigen Plan aufgebaut, der sich dann erfüllt, wenn jedes Ding den in ihm enthaltenen Zweck verwirklicht und so sein Wesen vollbringt und seine Funktion im Ganzen erfüllt.

### Definition des Staates
Der Staat ist für Aristoteles der Zusammenschluss kleinerer Gemeinschaften zu einer großen, die das Ziel der Glückseligkeit erfüllt. Entstanden aus der logischen Folge wachsender Gemeinschaften (Familie und Herr+Sklave – Hausgemeinschaft – Dorf – Polis), besteht der Staat als natürliche Einheit zur Ermöglichung eines vollkommenen Lebens. Nur in der Polis ist die vollendete Selbstgenügsamkeit (Autarkie) möglich.
Von Natur aus existiert nach Aristoteles Herrschendes und Beherrschtes. Herrschend sei derjenige, der vorausschauen kann. Freie Männer sollen die Staatsangelegenheiten je nach Regierungsform bestimmen. Freie Frauen und Kinder werden von Sklaven unterschieden.

### Staatsformenlehre

#### Erste Staatsformenlehre
In der Politik wird zum ersten Mal eine systematische Analyse von Staatsformen unternommen. In der sogenannten ersten Staatsformenlehre (Pol. III 6 ff.) werden insgesamt sechs Grundtypen von Regierungen gezählt. Diese gruppieren sich zu jeweils Dreien: einmal als „richtige“ Staatsformen und einmal als deren drei „verfehlte“ Abweichungen.
Die drei „guten“ Verfassungen, die alle auf das Wohl der Allgemeinheit bzw. des Staates ausgerichtet sind (Monarchie, Aristokratie und Politie), werden den drei „entarteten“ Verfassungen gegenübergestellt, die nur dem Wohl der Herrschenden, ihrem Eigennutz, dienen (Tyrannis, Oligarchie und Demokratie). Die Demokratie gilt ihm dabei als Herrschaft der vielen Freien und Armen im Staate, die zu Lasten der Tüchtigen und zum Schaden der Wohlhabenden erfolgt. Auch ist es für Aristoteles nicht zulässig, dass die Armen mächtiger als die Reichen sind. Da sie zahlreicher sind und in der Demokratie die Mehrheit maßgeblich ist, bewirke die Demokratie eine Dominanz der Armen.
Dies warf er gerade der extremen Form der Demokratie vor, die nicht dem Wohl der Allgemeinheit dient. Die drei schlechten Staatsformen verfehlten damit alle den Zweck, das „vollkommene Leben“ in der Polis-Gemeinschaft zu ermöglichen.

#### Zweite Staatsformenlehre
Der Demokratie widmet Aristoteles im IV. Buch der Politik besonderes Augenmerk. Die sogenannte zweite Staatsformenlehre des 4. Kapitels untersucht die verschiedenen Formen demokratischer Verfassungen auf empirischer Basis und kommt schließlich zu einem deutlich milderen Urteil diese Regierungsform betreffend, was allerdings nicht für ihre extreme Form gilt (vgl. Pol. IV und VI). Bezüglich der Unterarten der Volksherrschaft nennt er an einer Stelle fünf (IV. Buch), an anderer Stelle vier (VI. Buch). Erweitert man die Angaben der ersten Stelle mit denen der letzteren, ergibt sich folgendes Bild:
| Typ:                 | an der Regierung haben teil:              | ohne Rechte sind:                        | Regierungsweise:          |
| -------------------- | ----------------------------------------- | ---------------------------------------- | ------------------------- |
| I Politie            | Arm und Reich zu gleichen Teilen          | Besitzlose, Fremde, Nichtbürger, Unfreie | gesetzlich                |
| II                   | die Reichen und alle Besitzenden (Zensus) | Besitzlose, Fremde, Nichtbürger, Unfreie | gesetzlich                |
| III                  | alle einheimischer Herkunft               | Fremde, Nichtbürger, Unfreie             | gesetzlich                |
| IV                   | alle Bürger                               | Nichtbürger, Unfreie                     | gesetzlich                |
| V extreme Demokratie | alle freien Einwohner                     | Unfreie (Sklaven)                        | ungesetzlich, willkürlich |

- Die erste Form beschreibt eigentlich die Politie, so wie sie Aristoteles definiert. In ihr haben die Armen und Reichen im jeweils gleichen Maße an der Regierung anteil, keiner hat Vorrang und es gilt, „dass kein Teil über den anderen regiert, sondern beide vollkommen ebenbürtig sind.“[10]
- Die zweite Form beruht nicht mehr auf der paritätischen Gleichheit der Armen und der Reichen (als wesentlichen Teilen der Stadt) bei der Regierung, sondern geht vom Besitz des Einzelnen aus. Aufgrund des niedrigen Zensus ist jedoch die überwiegende Mehrheit an den politischen Rechten beteiligt. Allerdings werden die Ämter (in oligarchischer Manier) nur an die Wohlhabenden vergeben, während alle (mehr oder weniger) Besitzenden wählen und die Amtsträger kontrollieren dürfen.[11]
- In der dritten Form der Demokratie darf jeder an der Regierung teilhaben, der einwandfreier Abstammung, also Einheimischer, ist, ungeachtet seiner materiellen Umstände.
- In der vierten Form der Demokratie zählt nur noch der bloße Bürgerstatus. Neben Reichen und Besitzenden können auch Arme, Besitzlose und Ausländer mit Bürgerrecht an der Regierung teilnehmen.
- Die extremste Form der Volksherrschaft, die fünfte, beteiligt alle an der Regierung, die keine Sklaven sind. Aristoteles kritisiert damit wohl indirekt die Athener Demokratie in ihrer radikalen Phase, jedoch erscheint diese Beurteilung klar überzogen.[12]

Während in den ersten vier Formen der Demokratie mittels Gesetzen regiert wird, ist dies bei der fünften Form nicht der Fall. Dazu Aristoteles weiter: „Wo die Gesetze nicht entscheiden, da gibt es die Volksführer (griech. Demagogen). Denn da ist das Volk Alleinherrscher, wenn auch ein aus vielen Einzelnen zusammengesetzter. […] Ein solches alleinherrschendes Volk sucht zu herrschen, weil es nicht von den Gesetzen beherrscht wird, und wird despotisch, wo denn die Schmeichler in Ehren stehen, und so entspricht denn diese Demokratie unter den Alleinherrschaften der Tyrannis.“
Die beste Staatsform ist für Aristoteles letztendlich die Politie, wobei die Identität dieser Staatsform (beschrieben in Pol. IV 8–9 ff.) mit der gemäßigten Demokratie (siehe oben, Typ I) unklar bleibt. Die Politie ist eigentlich eine gemischte Verfassung und setzt sich aus Elementen der Oligarchie sowie der Demokratie zusammen: Von der Oligarchie übernimmt sie beispielsweise, dass die Beamten durch Wahlen bestellt werden und von der Demokratie, dass die Partizipation an der Volksversammlung von keinem – oder einem nur sehr niedrigen – Zensus abhängig ist. In der Politie besteht die – richtig verstandene – Gleichheit der Staatsteile, sodass diese Verfassung wirklich gerecht ist und nur dem Allgemeinwohl dient, ohne zu Lasten eines Staatsteiles zu gehen.

### Ökonomik
Der Oikos, die Hausgemeinschaft, ist „die Gemeinschaft des edlen Lebens in Häusern und Familien um eines vollkommenen und selbständigen Lebens willen.“ (Pol. 1280 b 33) Aristoteles geht es nicht um eine Wirtschaftstheorie im modernen Sinne, sondern um die Stellung des Oikos als festes, natürliches Element in der vorwiegend agrarisch strukturierten Polis. Die Polis ist die Einheit gesellschaftlichen Lebens, die in der Lage ist, autark alle Lebensbedürfnisse zu decken. Der Ort des Wirtschaftens ist die Hausgemeinschaft. Diese ist durch natürliche Herrschaftsbeziehungen bestimmt. „Wo immer Eines aus Mehreren zusammengesetzt ist und ein Gemeinsames entsteht, da zeigt sich ein Herrschendes und ein Beherrschtes, und zwar findet sich dies bei den beseelten Lebewesen aufgrund ihrer gesamten Natur.“ (Pol. 1254 a 29–32) Hiermit rechtfertigt Aristoteles die Unterordnung von Frauen und Kindern unter den Herren des Oikos, aber auch die natürliche Existenz von Sklaven.
Eigentum ist ein legitimer und fester Bestandteil des praktischen Lebens. „Zwei Dinge erwecken vor allem die Fürsorge und die Liebe des Menschen: Das Eigene und das Geschützte.“ (Pol. 1262 b 22–23) Für Privateigentum spricht, dass der Einzelne den Gütern mehr Fürsorge zuteilwerden lässt als die Gemeinschaft. (Pol. 1262 b 3) Durch das Vorhandensein von Eigentum gibt es klare Rechtsansprüche (Pol 1263 a 15–16) und es gibt weniger Streitigkeiten (Pol. 1263 b 22–25). Schließlich wird die Wirtschaftlichkeit durch das Vorhandensein von Eigentum verbessert. (Pol. 1263 b 28) In rechtem Maße darf man auch Eigentum genießen: „Es gehört auch zum Großartigen, sein Haus entsprechend seinem Reichtum einzurichten (denn auch dieser ist eine Zier) und vor allem für dauerhafte Werke Aufwendungen zu machen (denn diese sind die schönsten) und in allem das Angemessene zu beachten.“ (NE IV, 1123 a 6–10)
Für Aristoteles ist eine angemessene Besitzverteilung ein wichtiges Element einer angemessenen Staatsform. „Wenn nun das Maß und die Mitte anerkanntermaßen das Beste sind, so ist auch in Bezug auf die Glücksgüter der mittlere Besitz von allen der beste, denn in solchen Verhältnissen gehorcht man am leichtesten der Vernunft.“ (Pol. 1295 b 5–6) Allerdings lehnt Aristoteles einen prinzipiellen Egalitarismus ab: „So scheint die Gleichheit gerecht zu sein und sie ist es, aber nicht unter allen, sondern unter den Ebenbürtigen. Und ebenso scheint die Ungleichheit gerecht zu sein, und ist es auch, aber unter den Unebenbürtigen.“ (Pol. 1280 a 13–16) Werden diese strukturellen Unterschiede nicht berücksichtigt, entsteht Unzufriedenheit. „Wenn es heißt, ‚in gleicher Ehre steht der Gemeine wie der Edle‘, […] werden sich die Gebildeten ärgern, als verdienten sie es nicht, bloß gleich viel wie die anderen zu besitzen, und darum werden sie sich oft verschwören und Aufstände machen.“ (Pol. 1267 a 39–41)
Eine maßvolle Wirtschaftsweise im Oikos ist für Aristoteles Grundlage eines guten Lebens und einer stabilen Polis. Hierzu dient auch der Tausch von Waren und Dienstleistungen zwischen Bauern, Handwerkern und Kaufleuten. Für diesen Tauschverkehr bedarf es des Geldes, das die Funktion der Wertaufbewahrung, des Zahlungsmittels und des Maßstabes für den Wert von Gütern hat. (Pol. 1257 a 34 – b 10) In dieser Verwendung ist Geld ein Mittel für die Güterversorgung der Hausgemeinschaft und zur Herstellung der Autarkie in der Polis. Wenn aber Geld nicht mehr Mittel, sondern Zweck des Handelns ist, dann kommt es zur Gelderwerbskunst, der Chrematistik. Es geht dann nicht mehr darum, Gebrauchswerte zu tauschen, sondern um das Anhäufen von Geld. (Pol. 1257 b 29) Ein solches Verhalten betrachtet Aristoteles als unvernünftig und unnatürlich. „Denn da der Genuß in der Überfülle besteht, so suchen sie die Kunst, die die Überfülle des Genusses verschafft. Und wenn sie dies nicht durch die Erwerbskunst zustande bringen, so versuchen sie es auf anderen Wegen und benutzen dazu alle Fähigkeiten, aber gegen die Natur; denn die Tapferkeit soll nicht Geld verdienen, sondern Mut erzeugen, und auch die Feldherrnkunst und die Medizin sollen das nicht, sondern Sieg und Gesundheit verschaffen. Doch jene machen aus alle dem einen Gelderwerb, als ob dies das Ziel wäre, auf das hin alles gerichtet werden müßte.“ (Pol. 1258 a 1–14)
Entsprechend ist auch der Zins etwas Unnatürliches. Er entsteht aufgrund der Raffgier, der Pleonexia, und ist etwas „Hassenswertes, weil er aus dem Geld selbst den Erwerb zieht.“ (Pol. 1258 b 2) Eine weitergehende Auseinandersetzung mit der Gelderwerbskunst lehnte Aristoteles ab. „Dies sei nun hier nur im allgemeinen besprochen. Es im Einzelnen genau zu beschreiben, ist zwar nützlich für die Unternehmungen, uns dabei aufzuhalten, wäre aber doch zu ordinär.“ (Pol. 1258 b 34–35) Insofern hat die Betrachtung der Ökonomik bei Aristoteles einen völlig anderen Blickwinkel als die modernen Wirtschaftswissenschaften. Sie ist auf das rechte Mittel und ein gutes Leben ausgerichtet und nicht auf die effiziente und ständige Mehrung des materiellen Wohlstandes.

## Die drei Basis-Theoreme derPolitik
David Keyt unterscheidet drei Basis-Theoreme in der Politik des Aristoteles. Das erste bringt Aristoteles, nachdem er dargelegt hat, dass die Polis aus mehreren Dörfern besteht, ein Dorf wiederum aus mehreren Hausgemeinschaften.
1. Die Polis (der Staat) existiert von Natur aus.
Da jeder Mensch nur lebt, um den in ihm ruhenden Plan zu erfüllen (teleologischer Naturbegriff) und er dazu die Polis benötigt, da diese es ihm ermöglicht, seine Eudaimonia zu erreichen, existiert die Polis vom ersten Moment an, wo es Menschen gibt.
2. Der Mensch ist ein politisches Tier (ein geselliges Lebewesen).
Dieses Theorem enthält zwei Teile: (a) Eine zoologische Klassifizierung des Menschen als politisches Herdentier (mit den Bienen, Ameisen etc.) und (b) eine Unterscheidung des Menschen von den anderen Tieren aufgrund der Sprache, die es ihm ermöglicht, Gerechtes von Ungerechtem zu unterscheiden.
3. Die Polis ist früher als der Einzelne.
Verschiedene Deutungen:
- Der Natur nach vorgängig meint, dass eine Sache X gegenüber einer Sache Y vorgängig ist, wenn X zwar ohne Y existieren kann, Y aber nicht ohne X. Beispiel: Eltern und Kinder.
- Der Substanz nach vorgängig meint, dass eine Sache X gegenüber einer Sache Y vorgängig ist, wenn X eine höhere Stufe der Entwicklung darstellt als Y. Die Polis ist der Substanz nach vorgängig gegenüber dem Individuum, da sie eine höhere Entwicklungsstufe darstellt als das Individuum.
- Erkenntnistheoretisch: In der Erkenntnis ist die Polis vorgängig gegenüber dem Einzelnen, da erst die Polis den Einzelnen erkennt. Die Substanz der Polis ist der Einzelne. Der Begriff des Einzelnen erhält aber erst durch die Polis seine Bedeutung.

## Kritik
Otfried Höffe schätzt, dass die politische Anthropologie auch heute noch überzeugt, „allerdings muß man einschränken: nur im Grundsätzlichen.“ Höffe kritisiert zwei Punkte. Erstens werden die öffentlichen Gewalten beschönigt, da Aristoteles „primär ihr Ordnungspotential wahrnimmt und den Herrschaftscharakter verkleinert.“ Zweitens wirft Höffe Aristoteles vor, dass er keine panhellenische Perspektive habe, obwohl es entsprechende Institutionen gebe. Dass dies fehlt, ist, so Höffe, „umso erstaunlicher, als sie für beide Ziele der Politik notwendig ist: sowohl für das Überleben (zen) der einzelnen Polis, […], als auch für ihr gelungenes Leben (eu zen) […]“. Höffe schließt daraus, dass eine „globale[…], die gesamte Menschheit umfassende Einheit“ geschaffen werden müsse.
Höffe spricht der Lehre der drei guten und drei schlechten bzw. entarteten Staatsformen eine besondere Bedeutung für das abendländische Staatsdenken zu. Jochen Bleicken spricht diesen Kategorien als „gedankliche[n] Gebilde[n] einer späten Zeit, die zur Legitimierung des demokratischen Gedankens und vor allem aus einer kritischen Haltung ihr gegenüber mit mehr oder weniger Vorbedacht in der Vergangenheit aufgefunden bzw. erfunden wurden“ historischen Wert ab. Er verwirft die Vorstellung einer „radikalen“ Demokratie und betrachtet die Mitte des 5. Jahrhunderts bestehende Demokratie als die einzig historische. Auch Angela Pabst bestreitet die Existenz einer „‚gemäßigte[n] Demokratie‘ der Archaik“ sowie eine „Entwicklung der einen aus der anderen Systemvariante“.

### Werkausgaben und Übersetzungen
- Aristoteles: Politik. Neu übersetzt und mit einer Einleitung und erklärenden Anmerkungen versehen von Eugen Rolfes, 3. Auflage, Meiner, Leipzig 1922. (4. Aufl. mit einer Einleitung von Günther Bien, Meiner, Hamburg 1981, ISBN 978-3-7873-0514-8)
- Aristotelis politica. Editio altera correctior. Hrsg. von Franz Susemihl, bearbeitet von Otto Immisch, Teubner, Leipzig 1929.
- Aristotle: Politics. Griechisch / Englisch, übersetzt von H. Rackham, Loeb Classical Library, London und Cambridge (MA) 1944.
- Aristotelis Politica. Recognovit brevique adnotatione critica instruxit William David Ross. (Oxford Classical Texts). Oxford University Press, Oxford 1957. (maßgebliche Edition)
- Aristoteles: Politik. Eingeleitet, übersetzt und kommentiert von Olof Gigon, 2., durchgesehene und um einen Kommentar erweiterte Auflage, Artemis, Zürich 1971.
- Aristoteles: Politik (= Band 9 der Werke in deutscher Übersetzung, begründet von Ernst Grumach, hrsg. von Hellmut Flashar). 4 Teilbände, übersetzt und erläutert von Eckart Schütrumpf, Akademie Verlag, Berlin 1991–2005. (Die am besten kommentierte deutsche Ausgabe.)
- Aristoteles: Politik. Nach der Übersetzung von Franz Susemihl mit Einleitung, Bibliographie und zusätzlichen Anmerkungen von Wolfgang Kullmann. Auf der Grundlage der Bearbeitung von Nelly Tsouyopoulos und Ernesto Grassi neu hrsg. von Ursula Wolf, Rowohlt, Reinbek bei Hamburg 1994, ISBN 978-3-499-55545-9.
- Aristoteles: Politik. Schriften zur Staatstheorie. Übersetzt und hrsg. von Franz Ferdinand Schwarz, bibliographisch ergänzte Auflage, Reclam, Stuttgart 2010, ISBN 978-3-15-008522-6.

### Sekundärliteratur
- Günther Bien: Die Grundlegung der politischen Philosophie bei Aristoteles. Alber, Freiburg und München 1973, ISBN 978-3-495-47255-2.
- Mirko Canevaro, Cesare Zizza: Aristotele, La Politica: guida (= Aristotele, La Politica, 7). L’Erma di Bretschneider, Rom 2025, ISBN 9788891335098.
- Alexander Fidora, Johannes Fried, Luise Schorn-Schütte u. a. (Hrsg.): Politischer Aristotelismus und Religion im Mittelalter und früher Neuzeit. Akademie-Verlag, Berlin 2007, ISBN 978-3-05-004346-3.
- Otfried Höffe (Hrsg.): Aristoteles-Lexikon (= Kröners Taschenausgabe. Band 459). Kröner, Stuttgart 2005, ISBN 3-520-45901-9.
- Otfried Höffe: Aristoteles. Politik. In: Geschichte des politischen Denkens. Ein Handbuch. Hrsg. von Manfred Brocker, Suhrkamp, Frankfurt am Main 2007, ISBN 3-518-29418-0, S. 31–46.
- Otfried Höffe (Hrsg.): Aristoteles: Politik. 2., bearbeitete Auflage, Akademie-Verlag, Berlin 2011, ISBN 978-3-05-005172-7. (wichtige Aufsatzsammlung)
- Manuel Knoll: Aristokratische oder demokratische Gerechtigkeit? Die politische Philosophie des Aristoteles und Martha Nussbaums egalitaristische Rezeption. Fink, München und Paderborn 2009, ISBN 978-3-7705-4858-3.
- Christoph Horn, Ada Neschke-Hentschke (Hrsg.): Politischer Aristotelismus. Die Rezeption der aristotelischen "Politik" von der Antike bis ins 19. Jahrhundert. J. B. Metzler, Stuttgart 2007, ISBN 9783476020789.
- Peter Koslowski: Politik und Ökonomie bei Aristoteles, 3., durchgesehene und ergänzte Auflage, Mohr Siebeck, Tübingen 1993, ISBN 978-3-16-145999-3.
- Richard Kraut: Aristotle: Political Philosophy. Oxford University Press, Oxford 2002.
- Fred D. Miller: Aristotelian statecraft: studies in the political philosophy of Aristotle. (Aristote. Traductions et études). Peeters, Leuven 2024, ISBN 9789042950757.
- Henning Ottmann: Geschichte des politischen Denkens. Die Griechen. Band 1, Teilband 2, Von Platon bis zum Hellenismus. Metzler, Stuttgart und Weimar 2001, ISBN 978-3-476-01898-4.
- Peter Weber-Schäfer: Aristoteles. In: Klassiker des politischen Denkens I. Hrsg. von Hans Maier, Heinz Rausch, Horst Denzer, Beck, München 2001, ISBN 3-406-42161-X, S. 33–52.